# 瀋陽橡膠研究設計院
瀋陽橡膠研究設計院（英語：Shenyang Rubber Research & Design Institute），在1958年當時化工部設立，現時由中國化工橡膠總公司（中國化工集團公司旗下）全資擁有。
現時業務在中國內地經營生產及銷售各类橡胶软管、胶布制品、模压制品及型材、胶粘剂等產品。
現時院長為常大勇。現時總部位於沈阳市铁西区兴顺街9号。

## 連結
- RubberSY.com